# Giacomo Onorato Recalcati
Giacomo Onorato Recalcati, född omkring 1684, död 1723, var en italiensk arkitekt under barocken. Han ritade bland annat kyrkorna Sant'Agata in Trastevere och Santa Maria del Buon Viaggio (tillsammans med Carlo Fontana) samt kapitelhuset vid Santa Maria in Trastevere.
Recalcati ritade därtill Cappella di Santa Francesca Romana (Cappella Bussi), det första sidokapellet på höger hand, i Santa Maria in Trastevere.

## Bilder

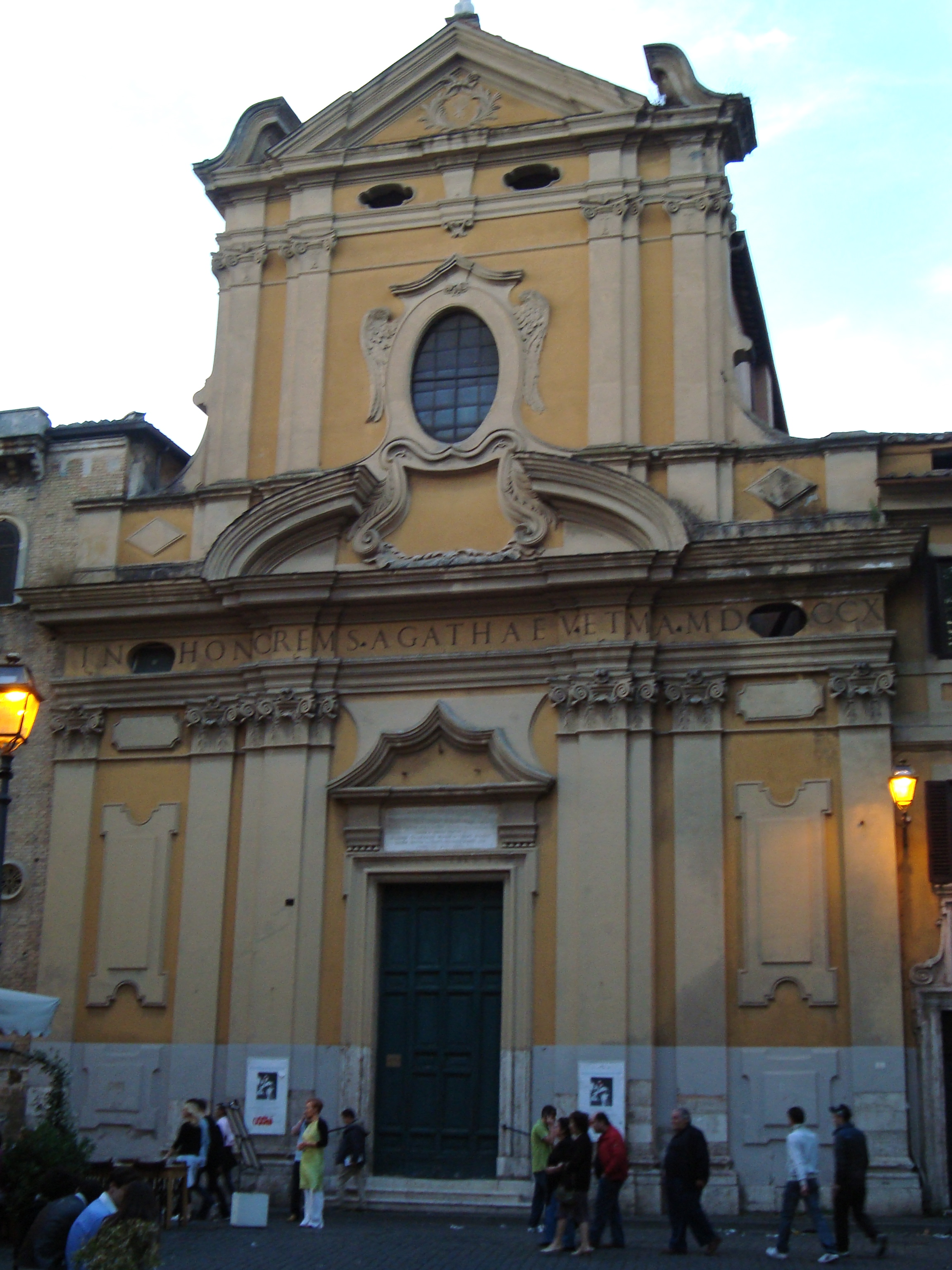
Sant'Agata in Trastevere.
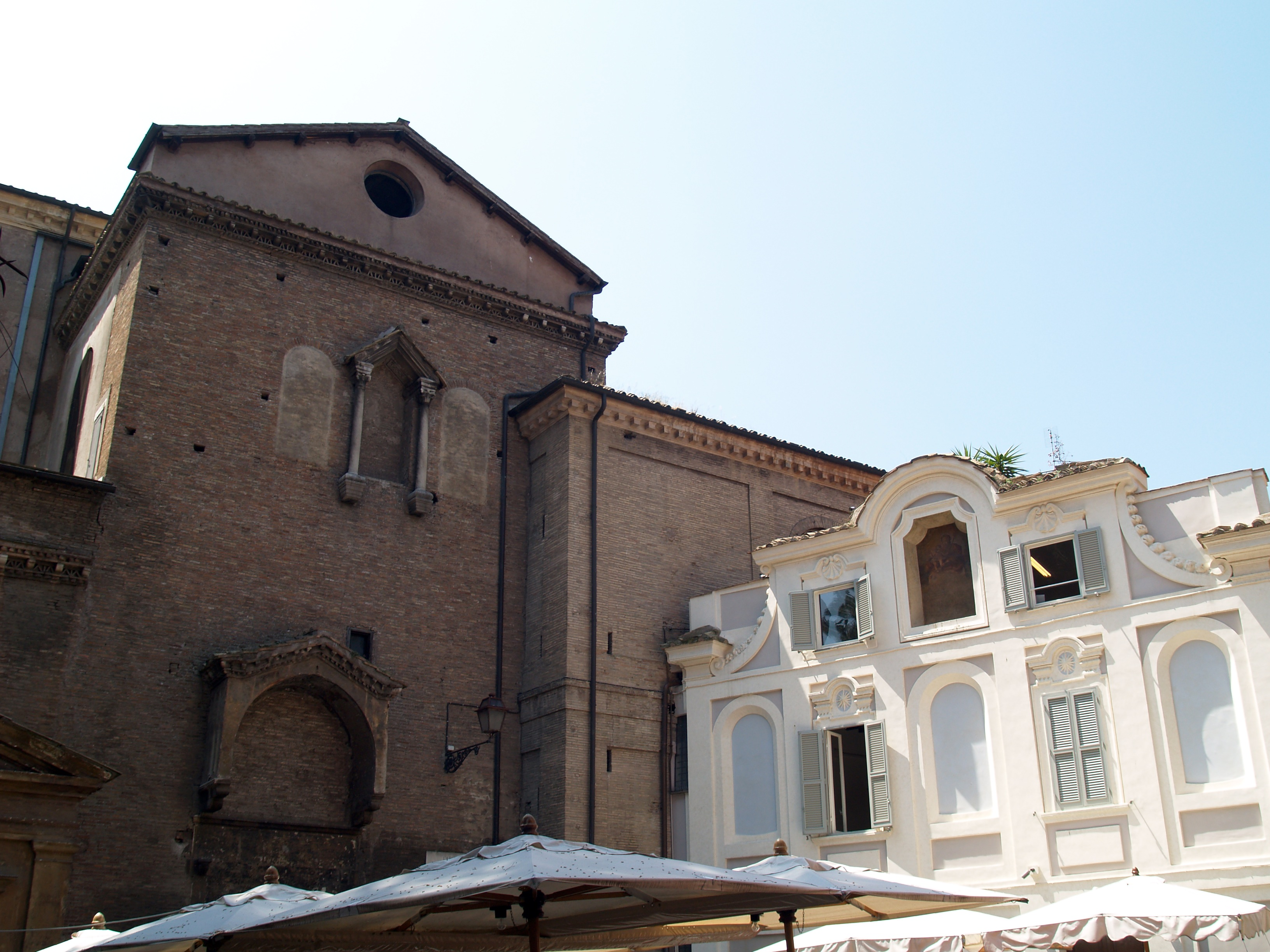
Kapitelhuset (till höger) vid Santa Maria in Trastevere.